# Rubus steudneri
Rubus steudneri är en rosväxtart som beskrevs av Georg August Schweinfurth. Rubus steudneri ingår i släktet rubusar, och familjen rosväxter. Utöver nominatformen finns också underarten R. s. dictyophyllus.